# 特特爾 (密蘇里州)
特特爾（英語：Turtle）是位於美國密蘇里州登特縣的鬼鎮。

## 歷史
特特爾的郵局於1905年設立，其後於1954年停運。

## 地理
特特爾所處的海拔為高於海平面408米（即1339英呎），而該地所採用的時區為UTC-6，即北美中部時區（CST）。同時該地設有夏令時間，為UTC-6調快一小時，即UTC-5（CDT）。